# Тих, Нина Александровна
Нина Александровна Тих (1905, Саратов — 1983) — советский психолог, зоолог-приматолог, известная исследовательница поведения обезьян. Доктор биологических наук (1950). Директор Сухумского питомника обезьян — филиала ВИЭМ, профессор факультета психологии Ленинградского государственного университета.
Крупный специалист в области сравнительной психологии и зоопсихологии. Её итоговая монография «Предыстория общества» (1970), выдвинутая на соискание Ленинской премии, по признанию крупнейших специалистов является в некотором роде итогом развития естествознания.
Все мы умрём, и за то время, которое нам суждено жить, надо сделать как можно больше доброго.

## Биография
Родилась в 1905 году в Саратове. Трудовую деятельность начала с 15 лет параллельно с учебой в средней школе.
В 1927 году окончила Хвалынский педагогический техникум и некоторое время работала учителем.
Затем окончила Ленинградский педагогический институт им. А. И. Герцена и аспирантуру Московского научно-исследовательского института психологии.
С осени 1936 года и на протяжении 16 лет работала сотрудником, а затем директором Сухумской медико-биологической станции — филиала Всесоюзного института экспериментальной медицины. Изучала психологию приматов.
В годы Великой Отечественной войны была начальником управления детских домов Наркомпроса Узбекской ССР.
В 1950 году защитила докторскую диссертацию «Стадная жизнь обезьян и средства их общения в свете проблемы антропогенеза».
С 24 декабря 1951 года по 1 октября 1975 года работала на отделении, затем факультете психологии Ленинградского государственного университета.

Редакция журнала «Вопросы психологии» горячо поздравляет Нину Александровну Тих и желает ей всякого благополучия и творческих успехов.— из поздравления к 70-летию, 1975 год
В воспоминаниях:

В какие бы я не попадал неурядицы, как бы не изменялось ко мне отношение окружающих, Нина Александровна всегда оставалась мне верным другом.— Борис Герасимович Ананьев

Профессор Нина Александровна Тих, известный зоопсихолог, читала нам сравнительную психологию. Это были лекции-воспоминания. Она рассказывала о знаменитых зоопсихологах Надежде Ладыгиной-Котц, Боровском и Рогинском, которых знала лично. Много поведала о своих зоопсихологических исследованиях в Сухумском обезьяньем питомнике. К своим подопытным Нина Александровна относилась как к разумным существам, а в людях видела много общего с обезьянами. И правда, в стаде приматов есть ревность, кокетство, лидерство, жалобы и симуляция — все как у людей. Как-то на лекции Нина Александровна характерно оговорилась (речь шла о поведении в раннем детстве): вместо «ребенок» сказала «детеныш». Заметила и, не смущаясь, поправила оговорку. Смутить ее было трудно. Волевая и властная, рисковая и независимая.— Наталья Анатольевна Логинова

## Научная деятельность
Занималась сравнительным исследованием развития психики и поведения человека и животных в фило- и онтогенезе.
Научные интересы были связаны с изучением биологических корней предметной деятельности, общения и речи.
Ею осуществлено оригинальное многолетнее экспериментальное сравнительно — психологическое исследование в организованной ею лаборатории онтогенеза высшей нервной деятельности обезьян на базе питомника обезьян Сухумского субтропического филиала Института экспериментальной медицины.
Работая сначала вместе с известным ученым Н. Ю. Войтонисом, а затем с сотрудниками организованной ею лаборатории, Н. А. Тих собрала уникальный обширный материал по онтогенезу поведения, групповому поведению и коммуникации обезьян. Описание и сравнительно-психологический анализ этого материала со держится в ее трудах: «Ранний онтогенез поведения приматов» (Л., 1966); «Предыстория общества» (Л., 1970) и др.

Тих Н. А. впервые представила целостный анализ основных внутренних противоречий в сообществе приматов: с одной стороны — борьба и конкуренция за биологические преимущества внутри стада, а с другой — взаимопомощь и сотрудничество в структуре биологических общностей.

Ей было дано описание различных локальных групп в стаде (самец-самка, мать—детеныш и т. д.) и взаимоотношений в них особей; выделены виды и средства, а также пути искусственного формирования стадной коммуникации и сигнализации, проанализированы формы поддержки молодняка в стаде, осуществлена реконструкция на сравнительно-психологической основе сообщества предгоминид. Обосновано понимание сообщества предгоминид как исходной формы возникновения сообщества гоминид.— Юрий Николаевич Олейник, сотрудник Института психологии РАН (ранее - ИП АН СССР), специалист по истории отечественной психологии

Полученные результаты позволили ей рассматривать стадное поведение низших обезьян как модель человеческого общества (его предысторию) на ранних этапах антропогенеза.
Наряду со многими аспектами социального поведения Н. А. Тих исследовала также формирование или, как она писала, «воспитание новых средств общения» у обезьян. Она и ее коллеги в 40-е годы вначале пытались выяснить, можно ли обучить обезьян «произвольному звукоиздаванию на базе их натуральных средств общения». Другими словами, пытались обучить животных произвольно издавать определенный врожденный звук (сигнал общения, испуга или агрессии) как условный сигнал для получения определенного пищевого подкрепления.
В целом, Н. А. Тих пришла к выводу, что «на стадии приматов до человека использовались почти все возможности коммуникативной функции общения, но нет никаких признаков наличия семантической функции, вместе с появлением которой можно говорить о зарождении речи»
— З. А. Зорина, доктор биологических наук, завлаборатории физиологии и генетики поведения животных кафедры высшей нервной деятельности биологического факультета МГУ

Н. А. Тих в фундаментальном труде «Стадная жизнь обезьян и средства их общения в свете проблемы антропогенеза» анализирует особенности восприятия обезьянами друг друга. Исследовательница тщательно прослеживает, как развивается у детенышей-обезьян различение живых существ, дифференциация ими оттенков мимики и пантомимики обезьян стада, рассматривает развитие отношений детёныша к взрослым членам стада.— А. А. Бодалёв, академик АПН СССР (1978), психолог, специалист по проблемам общения и нравственного развития

## Труды
Автор четырёх монографий и более пятидесяти работ по сравнительной психологии, физиологии, высшей нервной деятельности.
Итоговой работой стала монография «Предыстория общества». Монография выдвигалась на соискание Ленинской премии. По признанию крупнейших специалистов, этот труд Н. А. Тих является в некотором роде итогом развития естествознания.

## Семья
Муж — Григорий Соломонович (Залманович) Рогинский (1903—1957) — известный психолог, прямой ученик Владимира Александровича Вагнера, профессор ЛГПИ и Института ЦНС АМН СССР, автор докторской диссертации «Навыки и зачатки интеллектуальной деятельности у человекообразных обезьян».

## Интересный факт
В молодости способствовала побегу подруги-татарки от ненавистного жениха-муллы, в итоге став прототипом одной из героинь фильма 1928 года «Третья жена муллы».